# The Outcasts (pel·lícula de 1982)
The Outcasts és una pel·lícula irlandesa de 1982 escrita i dirigida per Robert Wynne-Simmons, protagonitzada per Mary Ryan i Mick Lally i emesa el 1984 com a part de la sèrie del Regne Unit Channel 4 Film on Four. Va ser el primer llargmetratge irlandès en 50 anys i, com a tal, va iniciar el renaixement de la Indústria del cinema irlandès.

## Descripció
Aquest llargmetratge de 95 minuts va ser escrit i dirigit el 1982 per Robert Wynne-Simmons, protagonitzat per Mary Ryan com Maura i Mick Lally com Scarf Michael. El treball de càmera és de Seamus Corcoran i la música de Steve Cooney. Com que va ser la primera gran pel·lícula que es va finançar a Irlanda durant mig segle, se li va donar el crèdit per iniciar el renaixement del Cinema d'Irlanda. Aquest projecte de la companyia cinematogràfica Tolmayax es va acabar gairebé prematurament el desembre de 1981 quan la ubicació de la pel·lícula es va tornar inaccessible a causa de la neu de 14 peus de profunditat. El rodatge va començar de nou el febrer de 1982, finançat pel Arts Council of Ireland i l'Irish Film Board. Va ser comprat per Channel Four Television Corporation per a la seva sèrie Film on Four i es va transmetre per primera vegada el 1984. Va ser l'únic llargmetratge produït per Tolmayax. La pel·lícula ha no s'ha publicat en DVD, però es va publicar en VHS el 1983. Aquesta pel·lícula onírica no s'adapta precisament a cap gènere, excepte potser la fantasia.

## Trama
La trama es basa en la mitologia irlandesa i la història. i se situa abans de la Gran Fam de 1845 a 1852. Les influències inclouen The Book of Thel de William Blake, i la poesia de W. B. Yeats. La Maura és una noia aparentment endarrerida que és despertada per un fada, violista i xaman conegut com Scarf Michael. Es converteix en el seu amant i professor.

## Premis
The Outcasts va aparèixer en festivals de cinema d'arreu del món i va guanyar els següents premis. Va obtenir el premi a la millor pel·lícula i la crítica al Festival Internacional de Cinema Fantàstic de Brussel·les, i a la millor primera pel·lícula i millor actriu al Festival de Cinema de San remo. Va tenir el Premi Especial a l'Originalitat i el Premi del Jurat al Festival de Cinema de Porto 1984, i el Premi del Públic al Festival de Cinema de Ginebra. Té el premi de l'Arts Council of Ireland.